# باس، وین
باس (به فرانسوی: Basses) یک کمون (فرانسه) در فرانسه است که در وین (فرانسه) واقع شده‌است. باس ۱۰٫۲۵ کیلومتر مربع مساحت دارد ۷۹ متر بالاتر از سطح دریا واقع شده‌است.